# Hipparchia pupilinea
Hipparchia pupilinea är en fjärilsart som beskrevs av Francis Gard Howarth 1971. Hipparchia pupilinea ingår i släktet Hipparchia och familjen praktfjärilar. Inga underarter finns listade i Catalogue of Life.